# Публий Корнелий Руфин (диктатор 333 года до н. э.)
Публий Корнелий Руфин (лат. Publius Cornelius Rufinus) — древнеримский политический деятель, диктатор в 333 году до н. э. Предок Луция Корнелия Суллы.

## Биография
Публий Корнелий принадлежал к одной из ветвей патрицианского рода Корнелиев. В 333 году до н. э. он был назначен диктатором в связи с угрозой войны с самнитами и сидицинами. Руфин назначил себе начальником конницы Марка Антония. Но вскоре он был вынужден сложить полномочия из-за предполагаемой погрешности при избрании.
Существует гипотеза, что сыном Публия Корнелия был консул 290 и 277 годов до н. э. того же имени, хотя согласно Капитолийским фастам отца Публия-младшего звали Гнеем.